# Noel Malicdem
Noel Malicdem (Quezon City, 10 januari 1977) is een Filipijnse darter, die uitkomt voor de PDC. Zijn beste prestaties waren het behalen van de tweede ronde tijdens het PDC-wereldkampioenschap van 2019 en 2020.

## Resultaten op Wereldkampioenschappen

### PDC
- 2019: Laatste 64 (verloren van Kyle Anderson met 1-3)
- 2020: Laatste 64 (verloren van Peter Wright met 2-3)